# Brug 491
Brug 491 is een bouwkundig kunstwerk in Amsterdam-Noord. 

## Geschiedenis
Brug 491 werd aangelegd in de Johan van Hasseltweg, hier onderdeel van de stadsroute s118. Ze bestaat uit een drietal kunstwerken. Een dubbele brugfunctie wordt vervuld door een basculebrug en vaste brug over het Noordhollandsch Kanaal. Voorts is er sprake van een voet/fietstunnel voor een pad op de westelijke oever van het kanaal.
Plannen voor deze brug waren er al vanaf 1962 toen architect Dirk Sterenberg van de Dienst der Publieke Werken een ontwerp maakte. Hij ontwierp toen ook het van de brug los staande brugwachtershuisje; het kan alleen bereikt worden door een trappenstelsel en plateau. Pas in voorjaar 1966 begon de gemeente met de betonnen paalfundering, nadat in het najaar van 1965 voorbereidende werkzaamheden waren gestart..
Ze werd in augustus 1968 geopend als verbinding tussen het Mosveld en het Meeuwenei, officieel brug 490. Het geheel werd op 31 oktober 1968 in gebruik genomen. Voorts werd de brug een knooppunt met aansluiting tot de aan- en afvoerwegen naar en van de IJ-tunnel.
In 2013 werden voetgangers en fietsers geweerd aan de zuidkant van deze brug; voor hen werd brug 968 aangelegd, die in 2017 de naam Jip Golsteijnbrug kreeg.
De brug ligt vlak bij het Noorderpark en het metrostation Noorderpark van de in 2018 in gebruik genomen Noord/Zuidlijn. Een deel van de borstweringen van Brug 491 kreeg het van het Noorderpark bekende bladermotief mee, ontworpen door architectenbureau West 8. Vanaf begin de 21e eeuw werd de brug centraal aangestuurd waardoor er een herbestemming gevonden moest worden voor het brugwachtershuisje. Het werd gevonden in logiesruimte; het kreeg toen ook een adres aan de Johan van Hasseltweg.  
De brug kreeg de bijnaam Meeuwenpleinbrug, vernoemd naar het nabijgelegen Meeuwenplein, welk plein veel ouder is dan de brug (1924). In 2016 kwam die bijnaam van de brug ter sprake bij het college van burgemeester en wethouders van Amsterdam. Bij een controle op de brugnamen bleek dat de naam nooit formeel was vastgesteld en niet voldeed aan de richtlijnen, die de gemeente had vastgelegd voor officiële vernoeming en opname in de Basisregistratie Adressen en Gebouwen. De naam werd ingetrokken. De officieuze naam liep parallel met de naam Kraaienpleinbrug voor Brug 357.

## Afbeeldingen

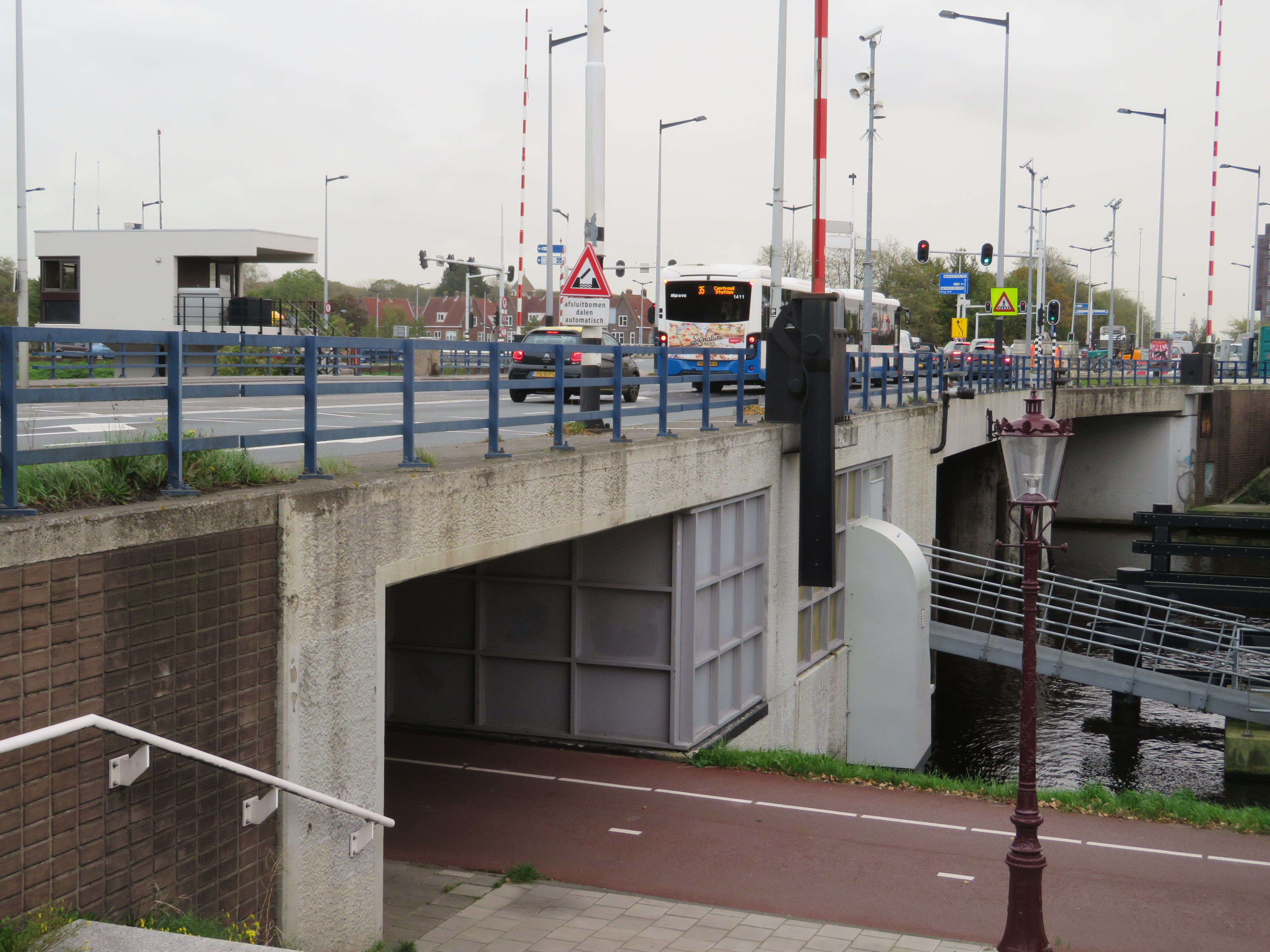
Brug 491 vanaf het zuiden (2017)
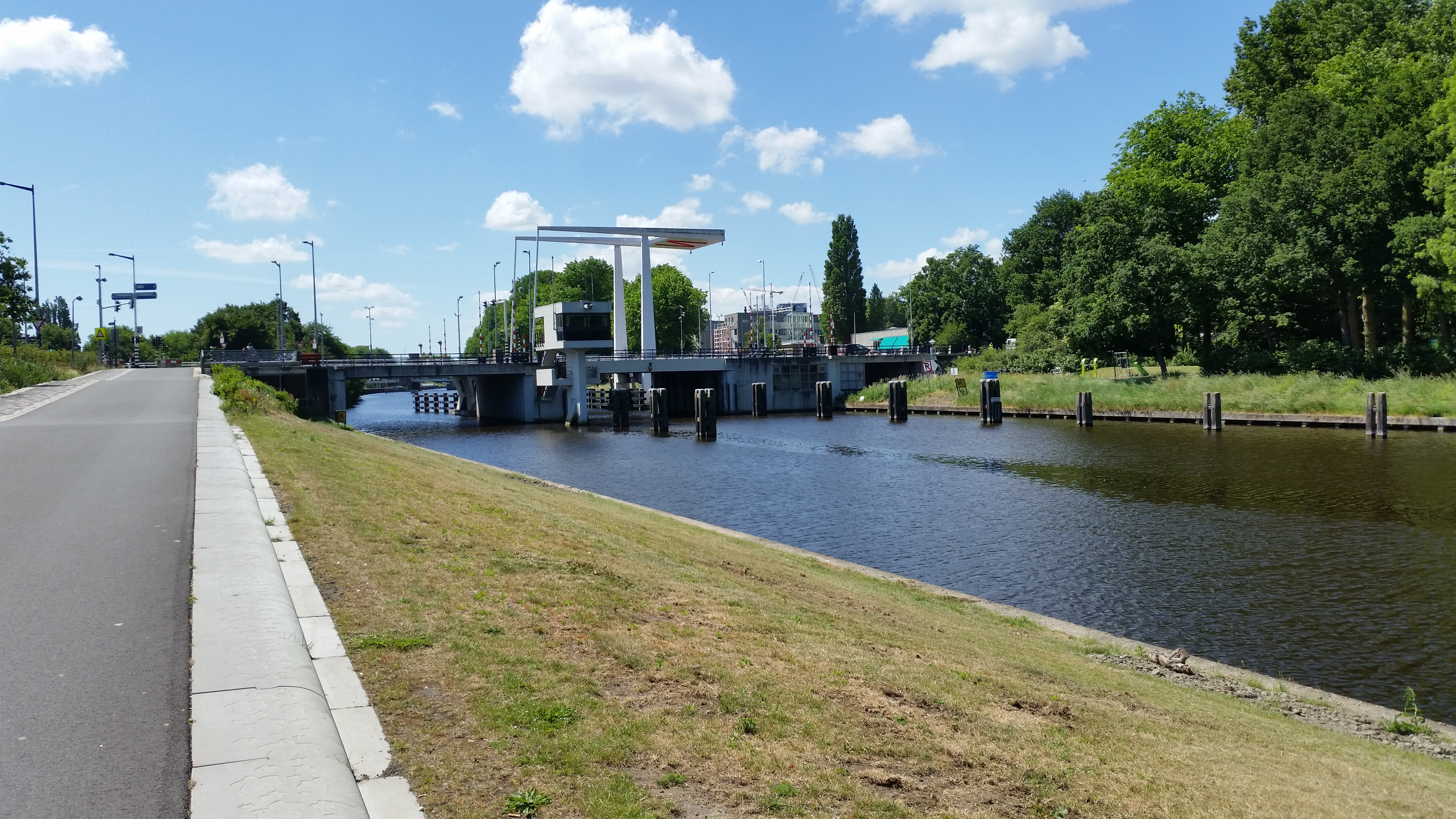
Brug 491 en 968 lijken vanaf ver één geheel te vormen (mei 2020)
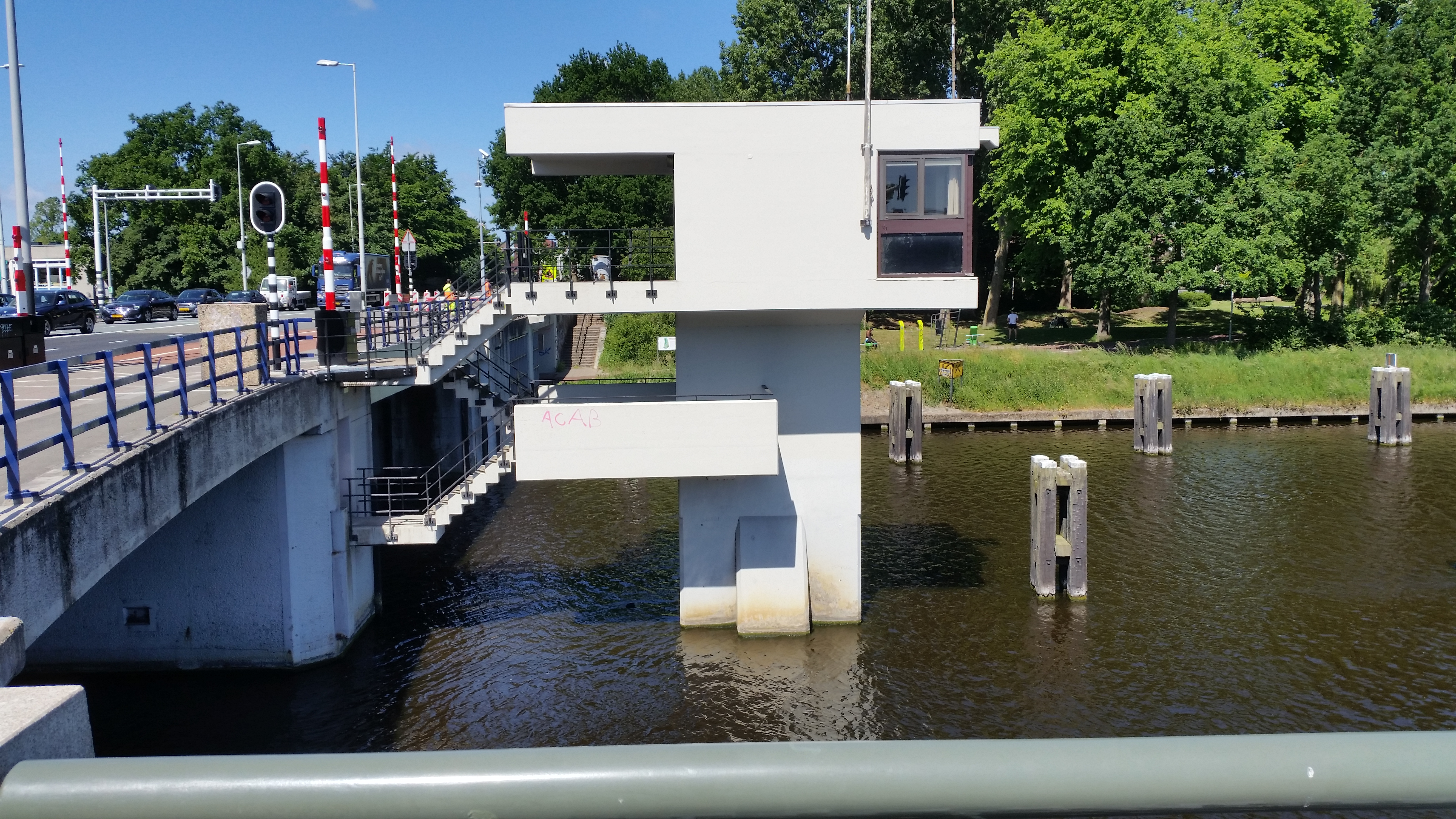
Brugwachterhuis, in 2020 logiesruimte (mei 2020)
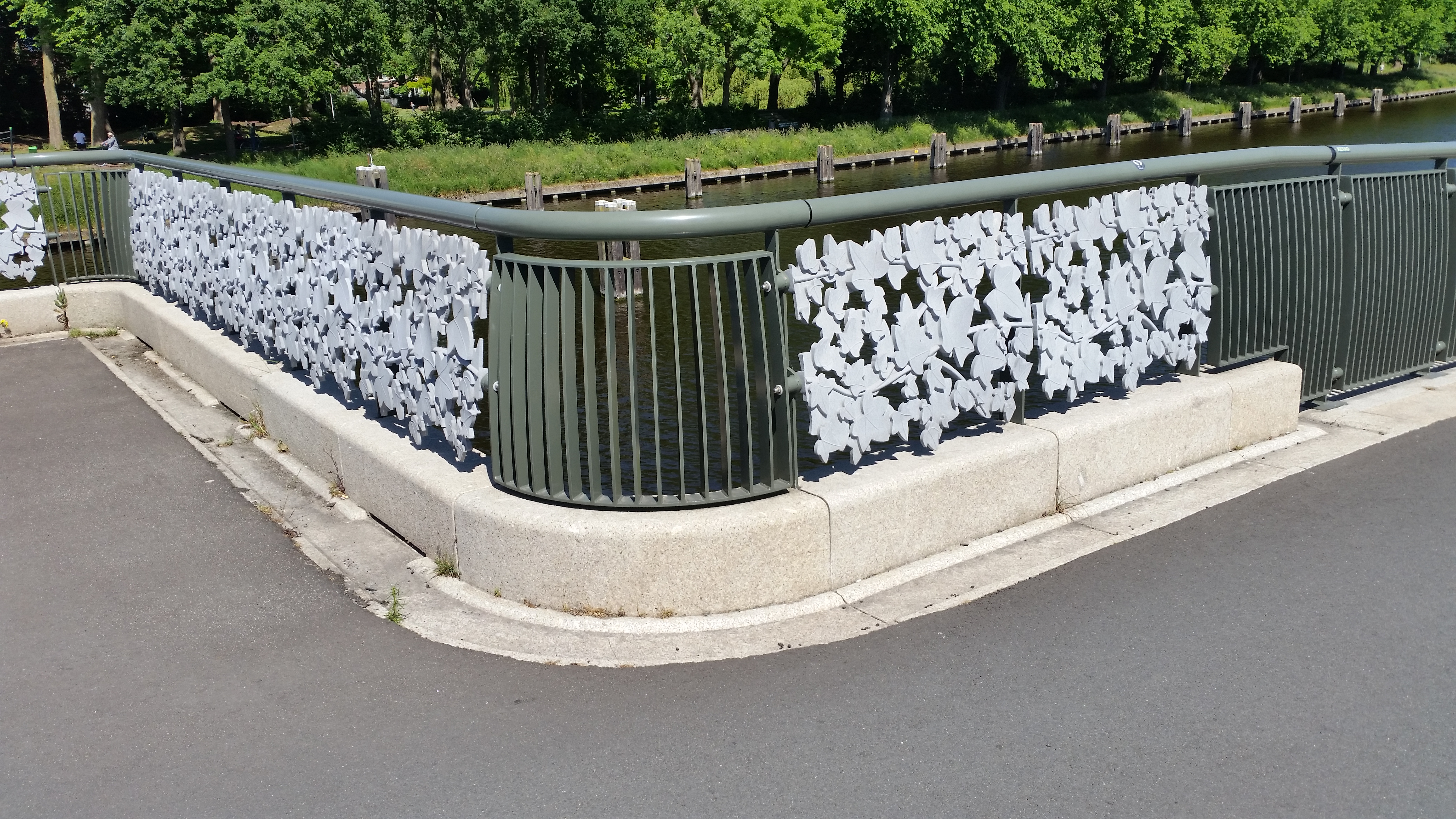
Bladmotief in borstwering (mei 2020)

<<< · 400 · 401 · 402 · 403 · 404 · 405 · 406 · 407 · 408 · 409 · 410 · 411 · 413 · 414 · 415 · 416 · 417 · 418 · 419 · 420 · 421 · 422 · 423 · 424 · 425 · 427 · 429 · 430 · 431 · 432 · 433 · 434 · 435 · 436 · 437 · 438 · 439 · 440 · 441 · 442 · 443 · 444 · 445 · 446 · 447 · 448 · 449 · 450 · 451 · 452 · 453 · 454 · 455 · 456 · 457 · 458 · 459 · 460 · 461 · 462 · 463 · 464 · 465 · 466 · 469 · 470 · 471 · 472 · 473 · 474 · 475 · 476 · 478 · 479 · 480 · 482 · 483 · 485 · 486 · 487 · 488 · 489 · 490 · 491 · 492 · 493 · 494 · 495 · 496 · 497 · 499 · >>>
Brugnummers 412, 426, 428, 467, 468, 477, 481, 484 en 498 zijn niet (meer) vergeven.